# Alejandro Brugués
Alejandro Brugués (Buenos Aires, 21 d'agost de 1976) és un director de cinema cubà.
Va estudiar Publicitat, Psicologia i Filologia, fins a graduar-se en l'especialitat de Guió a l'Escola Internacional de Cinema i Televisió de San Antonio de los Baños, EICTV, on també va cursar el taller "Com es conta un conte" impartit per Gabriel García Márquez. Comença immediatament la seva carrera com a guionista, treballant en els llargmetratges Bailando Cha Cha Chá, Tres veces dos i Frutas en el café.
Finalment decideix fer el salt a la direcció el 2006 amb el llargmetratge Personal Belongings, del qual en va ser també guionista, i amb el qual va obtenir el Premi Emilio Riera, atorgat per la secció Cinema en Construcció al Festival Internacional de Cinema de Guadalajara.
El 2011 conclou un ambiciós projecte, la primera pel·lícula cubana sobre zombis anomenada Juan de los muertos. Un film d'inspiració postmoderna que es val de referències cinematogràfiques com Night of the Living Dead i Dawn of the Dead i de la trilogia Evil Dead, de Sam Raimi. Després ha dirigit alguns episodis de sèries de terror.

## Filmografia
- 2004: Tres veces dos (Guió segon conte)
- 2005: Frutas en el café (Guió)
- 2005: Bailando Cha cha cha (Guió).
- 2008: Personal Belongings (Guió i Direcció)
- 2011: Juan de los muertos (Guió i Direcció)
- 2014: ABCs of Death 2 (segment "E is for Equilibrium")
- 2015: From Dusk Till Dawn: The Series (1 episodi)
- 2018: Nightmare Cinema (segment "The Thing in the Woods")
- 2020: Into the dark (un episodi)
- 2020: 50 States of Fright (minisèrie)

## Premis i reconeixements
- Goya a la millor pel·lícula estrangera de parla hispana per Juan de los muertos (2013)[6]
- Premi Internacional Fantasporto 2012
- Corbeau d'argent al Festival Internacional de Cinema Fantàstic de Brussel·les per Juan de los muertos (2012)
- Premi Especial del jurat al Festival de Cinema Llatinoamericà de Biarritz per Juan de los muertos (2012)
- Premi de l'audiència al Festival Internacional de Cinema de Miami per Juan de los muertos (2012)